# خشونت قومی
خشونت قومی (انگلیسی: Ethnic violence) به خشونتی اشاره می‌کند که صراحتاً از طریق برانگیختن نفرت قومی و درگیری قومی ایجاد می‌شود. این نوع خشونت معمولاً به خشونت سیاسی نیز مربوط می‌شود. واژه‌های خشونت، اغلب یا قابل تغییر هستند یا فرد آن را به عنوان بهانه‌ای علیه دیگران ـ مادامی‌که مصلحت سیاسی اقتضا کند ـ استفاده می‌کند.

## اشکال خشونت
اشکال خشونت قومی که می‌تواند به عنوان مشخصه تروریسم مورد بحث باشد ممکن است به عنوان تروریسم قومی یا تروریسم با انگیزه‌های قومی شناخته شود «تروریسم نژادپرستانه» نوعی از خشونت قومی است که تحت تأثیر نژادپرستی آشکار و واکنش‌های بیگانه هراسی است.
خشونت قومی در یک شکل سازمان‌یافته و پایدارـ در مقایسه با مبارزه طبقاتی ـ به عنوان درگیری‌های قومی یا جنگ (جنگ نژادی) شناخته می‌شود، جایی که خط تقسیم، طبقه اجتماعی است و نه زمینه قومی. باید بین خشونت قومی، که خشونت توأم با انگیزه است، با خشونتی که بین گروه‌های مختلف قومی با انگیزه‌های دیگر (سیاسی یا ایدئولوژیکی) ناشی می‌شود تمایز قائل شد. رقابت‌های خشونت قومی، موضوع کتابی به نام در راسن کامپف («مبارزه نژادها»، ۱۹۰۹)؛ اثر لودویگ گامپ لویش جامعه‌شناس یهودی است و اخیراً نیز موضوع مطالعه ایمی چوا در کتابی است به نام دنیا در آتش: چگونه صدور دمکراسی بازار آزاد تنفر قومی و بی‌ثباتی جهانی را پرورش می‌دهد.
برخی دانشگاهیان تمامی خشونت‌هایی که منشأ ملی‌گرایی دارد را در زیر مجموعه خشونت قومی بحساب می‌آورند که شامل جنگ‌های جهانی و تمامی تعارضات عمده بین دول صنعتی شده در خلال قرن نوزدهم می‌شود.

## علل و ویژگی‌ها
انواع مختلفی از علل بالقوه خشونت قومی وجود دارد. تحقیقات توسط مؤسسه سیستم‌های مجتمع نیوانگلند نشان داده‌است که خشونت هنگامی رخ می‌دهد که گروه‌های قومی تقریباً مخلوط شوند، یعنی نه آنچنان جدا شوند که تماسشان محدود شود و نه به آن اندازه ترکیب شوند که به‌طور عام پیوندهای مشترک بین آن‌ها ایجاد شود.
بنا به گفته دکتر می لیم محقق وابسته به ان ای سی اس آی، خشونت معمولاً هنگامی به وجود می‌آید که یک گروه، به اندازه کافی بزرگ باشد تا بتواند رسوم فرهنگی‌اش را به عموم تحمیل کند اما نه آنچنان بزرگ که بتواند از نقض قوانینش جلوگیری کند. برای همین این امر هنگامی رخ می‌دهد که مرزهای سنتی بین دو گروه قومی یا فرهنگی نامشخص باشند.
این نظریه می‌گوید حداقل الزام برای به وجود آمدن سیستماتیک تنش‌های قومی که به ناآرامی‌های قومی بینجامد، جامعه ناهمگونی است که توانایی ممانعت از درگیری را ندارد. در درگیری‌های قومی که بعد از پایان جنگ سرد ظاهر شد، علتی که باعث بروز این درگیری‌ها شد عدم توانایی کنترل خارجی بود؛ به‌خصوص که دیگر قدرت متمرکز قوی ای مانند اتحاد جماهیر شوروی وجود نداشت تا بتواند گروه‌های قومی متعدد را کنترل کند، در نتیجه قوم‌های مختلف مجبور شدند سیستم دفاعی ای برای خود فراهم کنند. همین باعث گردید تا قومیت شکل بگیرد، یعنی هنگامی قومیت شکل گرفت، نیازمند بود برتری اش را تثبیت کند، و وقتی این تأمین نمی‌شود خشونت اجتناب ناپذیر خواهد بود.
نظریه دیگری حاکی از آن است که نداشتن احساس امنیت عمومی می‌تواند موجبات خشونت‌های قومی را هنگامی که در نزدیکی و مجاورت سایر گروه‌های قومی هم قرار می‌گیرند فراهم کند، و سرانجام منجر به بی‌اعتمادی و عدم علاقه نسبت به همزیستی مسالمت‌آمیز با گروه‌های قومی دیگر می‌شود.
احساساتی که باعث می‌شود به ایجاد تنش‌های قومی سوق پیدا می‌کند و به خشونت‌های قومی منجر شود عبارت هستند از ترس، نفرت، رنجش و طغیان. هویت فردی ممکن است در طول سال‌ها تغییر کند، اما مسائل احساسی قوی می‌تواند منجر به تمایل به انجام این نیازها از جمله نگرانی‌های دیگر شود. این میل قوی برای برآورده کردن نیازهای فردی، بدون آسیب رساندن به گروه خود، می‌تواند نتایج خشونت باری داشته باشد.
فرض این است که گروه‌های قومی را می‌توان به عنوان گروهی از افراد تعریف کرد که برای محافظت از کالاهای مادی، دور هم جمع شده‌اند. به‌هرحال، این امر نشان می‌دهد که هیچ راه حل صلح آمیزی وجود نداشته‌است.
نظریه دیگری بیان می‌کند که خشونت‌های قومی ناشی از تنش‌های گذشته‌است. با اشاره به گروه قومی دیگری که صرفاً بر اساس جنایات قبلی خود شناخته می‌شود، سمت و سو برای افزایش احتمالی خشونت در آینده افزایش پیدا می‌کند. به این موضوع، در ادبیات حول خشونت قومی اشاره شده‌است که تمایل به تمرکز بر مناطقی که قبلاً سابقه خشونت قومی داشته‌اند، در مقایسه با مناطقی که روابط قومی صلح آمیزی داشته‌است بیشتر است.
بدیهی است که خشونت قومی دقیقاً در همان شرایطی که در هر نمونه وجود دارد مشابه نباشد. جایی که یک مورد خشونت قومی ممکن است به نسل‌کشی منجر شود، مورد دیگر ممکن است که به شورش نژادی منجر گردد. شدت و حدت خشونت به مسائل مختلف بستگی دارد. مشکلات عمدتاً از مسائل امنیتی گروهی ناشی می‌شود. در شرایطی که اقدامات توهین آمیز و دفاعی برای افراد بیگانه غیرقابل تشخیص است و اقدامات دفاعی در تضمین بقای گروهی مؤثرتر است، از اینرو خشونت قطعاً وجود خواهد داشت و حاد خواهد بود. دیدگاه خشونت‌های قومی، نه به عنوان برآیند بحران‌های عاطفی، بلکه در مناطقی که اعضای گروه‌های قومی در مورد آینده خود احساس ناامنی می‌کنند منجر به ریسک خواهد شد.
خشونت‌های قومی اغلب ناشی از اختلافات داخلی فردی است که از کنترل به درگیری‌های گسترده تبدیل می‌شود. هنگامی که اختلافات فردی بین دو عضو گروه‌های مختلف قومی رخ می‌دهد، این امر می‌تواند به صلح منجر شود یا موجب خشونت بیشتری گردد. صلح زمانی بیشتر احتمال دارد که فرد متجاوز احساس کند در گروه قومی خود به اندازه کافی مجازات می‌شود. یا صلح فقط از طریق ترس از خشونت قومی بیشتر به دست می‌آید. اگر عقیده مجازات یا ترس از خشونت وجود نداشته باشد، ممکن است خشونت قومی رخ دهد.
نظریه‌های متعددی برای جلوگیری از خشونت‌های قومی به ویژه خشونت، یا شروع و پایان آن وجود دارد. یانر بار ـ یام از انستیتوی سیستم‌های مجتمع نیوانگلند پیشنهاد می‌کند که مرزبندی‌های روشن یا اختلاط کامل می‌تواند خشونت را کاهش دهد و به عنوان نمونه به کشور سوئیس اشاره می‌کند.
جداسازی‌های ضعیف برنامه‌ریزی شده به صلح بین گروه‌های قومی منجر نمی‌شود. جدایی مذهبی میان هند و پاکستان، مناطق زیادی را در هند از یکدیگر جدا کرد که در آن‌ها خشونت به وجود آمد.
ایالات متحده است اغلب به عنوان «ظرف ذوب» کلاسیک قومیت‌ها شناخته می‌شود. تنش‌های «قومی» در آمریکا بیشتر در شکل نژادی بچشم می‌خورد.
استفاده از رسانه‌ها برای تغییر ادراکات قومی ممکن است منجر به تغییر در احتمال بروز خشونت قومی شود. استفاده از رسانه‌هایی که به خشونت‌های قومی منجر می‌شود معمولاً به صورت چرخه ای از روابط است؛ یک گروه پیام‌هایی از انسجام گروه را در پاسخ به یک تهدید افزایش می‌دهد و گروه‌های همسایه نیز با پیامهایی از انسجام گروه خودشان به آن پاسخ می‌دهد. البته این تنها زمانی اتفاق می‌افتد که گروه‌های بیرونی، پیشاپیش به عنوان تهدیدات بالقوه در نظر گرفته شوند. با استفاده از این منطق، با کاهش پیام‌های انسجام گروهی، خشونت‌های قومی ممکن است که کاهش پیدا کند، در حالی که پیام‌های ایمنی و همبستگی با اعضای دیگر گروه‌های قومی را افزایش می‌دهد.
نیروهای خارجی نیز ممکن است در کاهش احتمال خشونت قومی مؤثر باشند. با این وجود، تمام دخالت‌های نیروهای خارجی نمی‌تواند مفید باشد. اگر با ظرافت رفتار نکنید ممکن است این احتمال افزایش یابد. گروه‌های بیرونی می‌توانند با تحمیل تحریم‌های اقتصادی ملموس، به ایجاد ثبات در مناطق خطر کمک کنند، نمایندگان موسسات سیاسی را توسعه دهند تا اجازه دهند که صدای اقلیت‌ها نیز شنیده شود و احترام به جوامع و اقلیت‌های گوناگون قومی را تشویق کند. با این وجود، اگر اینکار درست انجام نشود، دخالت‌های بیرونی می‌تواند موجب به وجود آمدن تأثیر منفی ناسیونالیستی شود.